# Tony Campolo

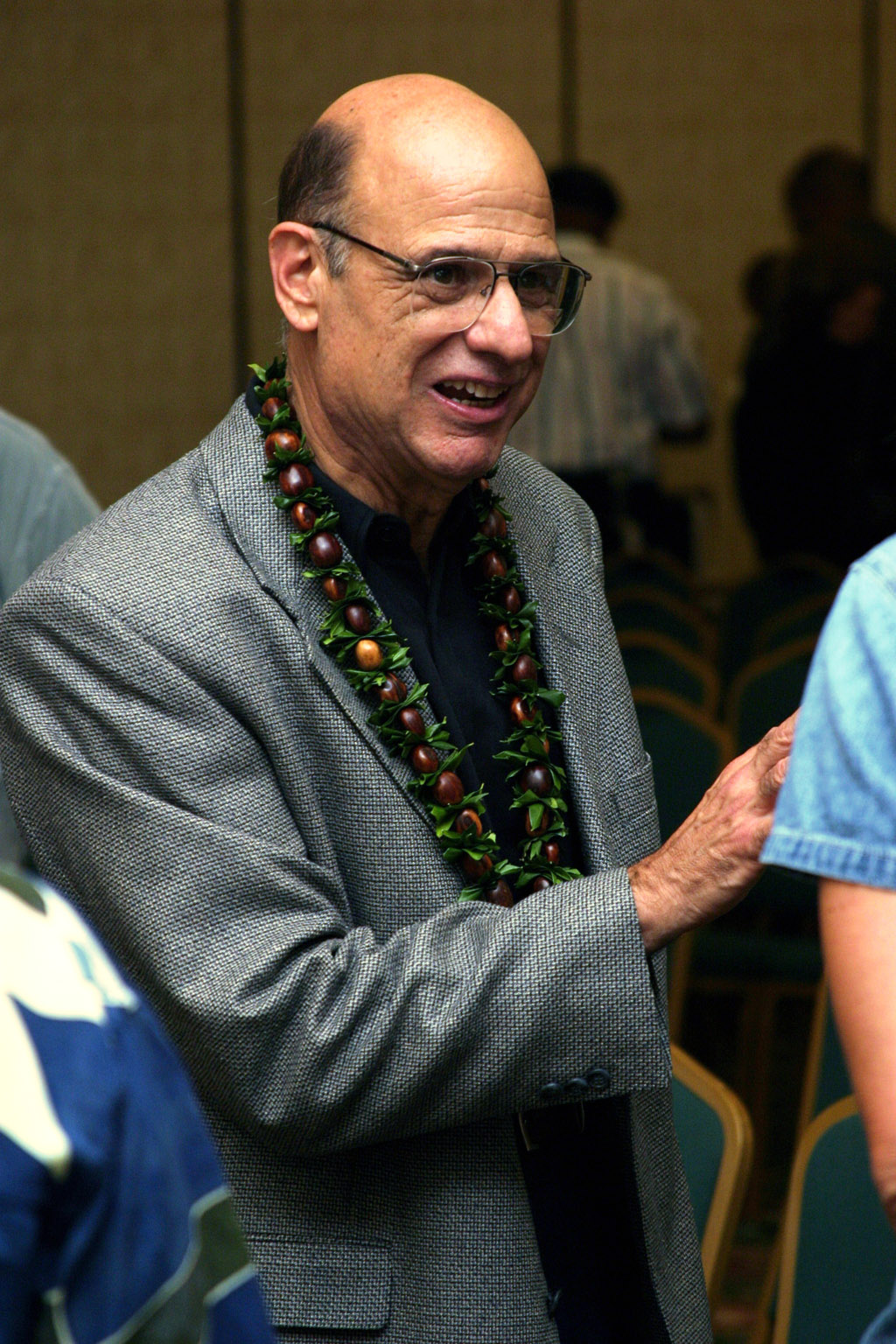
Campolo in 2003.

Anthony "Tony" Campolo (Philadelphia (Pennsylvania), 25 februari 1935 – Bryn Mawr (Pennsylvania), 19 november 2024) was een Amerikaanse predikant en schrijver. 
Hij geniet vooral bekendheid vanwege de nadruk die hij legde op het thema "rechtvaardigheid" en evangelicale christenen uitdaagde om daar naar te handelen. Binnen de christelijke gemeenschap werd hij door velen gezien als vrijzinnig en progressief vanwege de nadruk die hij legde op veel sociale thema's. Campolo was de voorzitter van een groep die zich Red Letter Christians noemt, omdat in veel Engelstalige Bijbels de woorden van Jezus in het rood staan aangegeven. Met deze term wilde Campolo aangeven dat hij strikt de leer van Jezus wilde volgen. Hij had minder met de tradities van de kerk die daarvan afwijken.

## Levensloop
Campolo studeerde in 1956 af aan het baptistenseminarie Eastern College en behaalde later een PhD aan de Temple University in Philadelphia. Daarna werd hij benoemd tot baptistenpredikant en evangelist. Hij was voorganger van de Mount Carmel Baptist Church in West-Philadelphia. Hij heeft tien jaar sociologie gedoceerd aan de Universiteit van Pennsylvania.
Zelf associeerde Campolo zich met de Democratische Partij. Hij overwoog zich namens die partij kandidaat te stellen voor het Congres. Hij was een van de geestelijke adviseurs van president Bill Clinton ten tijde van het schandaal met Monica Lewinsky. Ondanks zijn linkse opvattingen sprak Campolo zich uit tegen abortus, euthanasie en aanvankelijk ook het homohuwelijk.  
Hij verklaarde zich tegen oorlog, armoede en de doodstraf. Hij botste verschillende malen met leiders van religieus rechts, onder wie Jerry Falwell en Gary Bauer. Na de aanslagen op 11 september 2001 kwam Campolo tijdens een debat op Wheaton College in botsing met Bauer. Die stelde dat niet de Republikeinse minister van Justitie John Ashcroft de vijand was, maar Osama bin Laden. Campolo stelde "daar niet zo zeker van te zijn". Iemand die de grondrechten van Amerikanen zou negeren zou gevaarlijker kunnen zijn dan Bin Laden.
In 1985 werd Campolo beschuldigd van ketterij. Hij had in zijn boek A Reasonable Faith gesteld dat "Jezus daadwerkelijk aanwezig is in elk persoon". Vanwege die opmerkingen kreeg hij veel kritiek. Groepen als Youth for Christ en Campus Crusade for Christ zegden spreekbeurten af waarvoor Campolo was uitgenodigd. Zijn uitspraken werden onderzocht door een panel onder leiding van James Packer. Die noemden zijn uitspraken "naïef en onvoorzichtig", maar stelden ook dat er geen sprake was van ketterij.
Campolo was ook kritisch naar verschillende vrijzinnige christelijke kerkgenootschappen. Volgens hem hadden zij gefaald de nadruk te leggen op het belang van "een persoonlijke, veranderende relatie met Jezus Christus".
Lange tijd beschouwde Campolo homoseksualiteit (als handeling, niet oriëntatie) als zonde.  Hij was van mening dat mensen van de gelijke sekse voor de wet moesten kunnen trouwen, maar niet voor de kerk. Zijn vrouw Peggy vond homoseksualiteit, zolang het werd uitgeoefend binnen een monogame relatie, niet verkeerd. In juni 2015 kwam Campolo met een verklaring dat hij zijn standpunt had herzien. Hij was voor volledige acceptatie van partners van dezelfde sekse binnen de kerk.
De predikant schreef verschillende boeken over het thema sociale rechtvaardigheid en het evangelie. Meerdere van deze boeken zijn in het Nederlands vertaald. Campolo was ook een veelgevraagd spreker op christelijke conferenties. In 2005 sprak hij op het Flevo Festival.

## Persoonlijk
Samen met zijn vrouw Peggy heeft Campolo twee kinderen en een geadopteerde dochter. In 2017 verscheen de documentaire Leaving My Father’s Faith, waarin Campolo's zoon Bart, zelf jarenlang predikant, zijn vader vertelde dat hij niet langer het christelijk geloof aanhing.
Campolo overleed op 19 november 2024 op 89-jarige leeftijd.
- Bibsys: 90768135
- Bibliothèque nationale de France: cb167264601 (data)
- CiNii: DA13551324
- Gemeinsame Normdatei: 132069199
- International Standard Name Identifier: 0000 0001 1468 240X
- Library of Congress Control Number: n80098137
- Nationale bibliotheek van Australië: 35025271
- Nationale Bibliotheek van Israël: 987007461973105171
- Nederlandse Thesaurus van Auteursnamen: 181486776
- Réseau des bibliothèques de Suisse occidentale: 02-A016927887
- Système universitaire de documentation: 143396749
- Virtual International Authority File: 15921047
- WorldCat: E39PBJc7W9vWhQwrHPtCVwVjYP